# Soncourt-sur-Marne
Soncourt-sur-Marne ist eine französische Gemeinde mit 330 Einwohnern (Stand: 1. Januar 2022) im Département Haute-Marne in der Region Grand Est. Sie gehört zum Kanton Bologne und zum Arrondissement Chaumont. Die Bewohner werden Soncourtois und Soncourtoises genannt.
Die Gemeinde erhielt 2022 die Auszeichnung „Zwei Blumen“, die vom Conseil national des villes et villages fleuris (CNVVF) im Rahmen des jährlichen Wettbewerbs der blumengeschmückten Städte und Dörfer verliehen wird.

## Geografie
Die Gemeinde Soncourt-sur-Marne liegt an der Marne, 18 Kilometer nördlich von Chaumont. Sie ist umgeben von folgenden Nachbargemeinden:
|                        | Vignory                                     | Vouécourt            |
| Marbéville             | Kompassrose, die auf Nachbargemeinden zeigt |                      |
| Ormoy-lès-Sexfontaines | Oudincourt                                  | Viéville, Vraincourt |

## Bevölkerungsentwicklung
| Jahr                       | 1962 | 1968 | 1975 | 1982 | 1990 | 1999 | 2008 | 2019 |
| -------------------------- | ---- | ---- | ---- | ---- | ---- | ---- | ---- | ---- |
| Einwohner                  | 373  | 366  | 331  | 336  | 331  | 339  | 416  | 362  |
| Quellen: Cassini und INSEE |      |      |      |      |      |      |      |      |

## Sehenswürdigkeiten

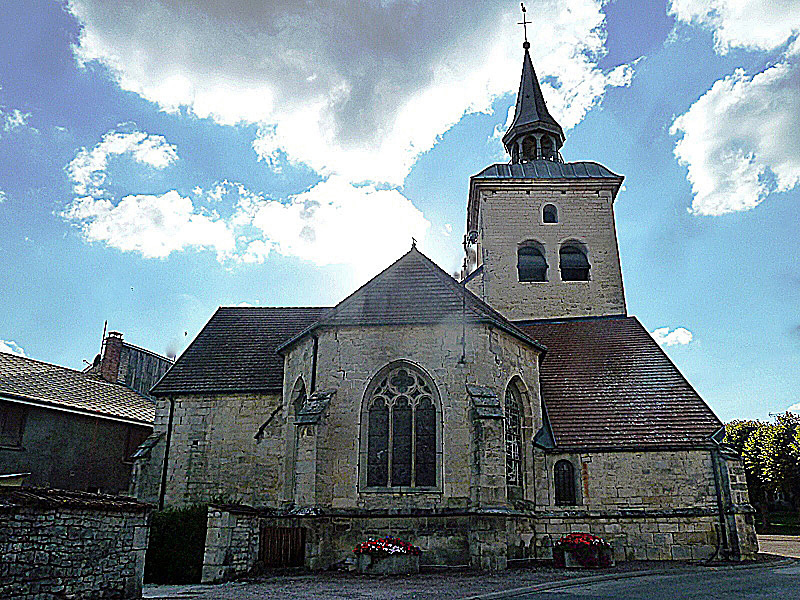
Kirche Saint-Martin

- Kirche Saint-Martin
- Kapelle Saint-Hilaire